# Diplacina merope
Diplacina merope is een libellensoort uit de familie van de korenbouten (Libellulidae), onderorde echte libellen (Anisoptera).
De wetenschappelijke naam Diplacina merope is voor het eerst geldig gepubliceerd in 1963 door Lieftinck.